# Тугнуй (село)
Тугнуй (рос. Тугнуй) — село Мухоршибірського району, Бурятії Росії. Входить до складу Сільського поселення Тугнуйського.
Населення —  740 осіб (2015 рік). 